# 阿尔贝托·阿斯卡里
阿尔贝托·阿斯卡里（義大利語：Alberto Ascari，1918年7月13日—1955年5月26日），意大利赛车手，兩屆一级方程式世界车手冠军。
阿斯卡里曾效力于法拉利车队、玛莎拉蒂车队和蓝旗亚车队。他的兩座世界冠軍是在1952年和1953年效力於法拉利車隊期間獲得的，是一級方程式歷史上當前兩位義大利世界冠軍的其中一位。
1955年，阿斯卡利驾驶蓝旗亚赛车在摩纳哥蒙特卡罗赛站意外的坠海但被平安获救。然而，不久之后的他在蒙扎赛道测试法拉利赛车时，竟离奇地撞车，魂归故土。